# Hail to the Thief
Hail to the Thief sau "The Gloaming"(subtitlul oficial), este al șaselea album al formației rock britanice Radiohead, lansat pe 9 iunie 2003 în Marea Britanie și pe 10 iunie în Statele Unite și Canada. După două albume cu un sunet aparte, cu voci puternic procesate elctronic și puțină chitară, Hail to the Thief strânge idei din toate perioadele prin care a trecut formația, și le sintetizează cu energie și cu o încredere regăsită; albumul a fost înregistrat în doar două săptămâni la Los Angeles. Hail to the Thief a fost lansat de casa de discuri Parlophone și a fost produs de Nigel Godrich, care a lucrat cu Radiohead la precedentele lor patru albume.

## Lista pieselor
- Toate piesele sunt compuse de Radiohead.

1. "2 + 2 = 5 (The Lukewarm.)" – 3:19
2. "Sit Down, Stand Up. (Snakes & Ladders.)" – 4:19
3. "Sail to the Moon. (Brush the Cobwebs out of the Sky.)" – 4:18
4. "Backdrifts. (Honeymoon is Over.)" – 5:22
5. "Go to Sleep. (Little Man being Erased.)" – 3:21
6. "Where I End and You Begin. (The Sky is Falling in.)" – 4:29
7. "We suck Young Blood. (Your Time is up.)" – 4:56
8. "The Gloaming. (Softly Open our Mouths in the Cold.)" – 3:32
9. "There There. (The Boney King of Nowhere.)" – 5:23
10. "I Will. (No man's Land.)" – 1:59
11. "A Punchup at a Wedding. (No no no no no no no no.)" – 4:57
12. "Myxomatosis. (Judge, Jury & Executioner.)" – 3:52
13. "Scatterbrain. (As Dead as Leaves.)" – 3:21
14. "A Wolf at the Door. (It Girl.  Rag Doll.)" – 3:23

- Notă: Ca și în cazul titlului albumului, fiecare piesă a primit un subtitlu între paranteze. În broșura cu versuri care însoțește albumul nu apar decât subtitlurile. De asemenea, toate titlurile și subtitlurile, cu excepția titlului primei piese, se termină printr-un punct.